# レゴ マスターズ
『レゴ マスターズ』は、レゴとバニジェイおよびチューズデイズチャイルドが共同所有し、世界各国で放送されているリアリティコンペ番組。

## 概要
2017年にチャンネル4で元祖版が放送。のちに2020年には米フォックスで、以降世界18か国で放送されている、日本では、TBSテレビの制作による「日本版」が、『レゴ　マスターズ JAPAN』というタイトルで2023年に初めて放送。
競技は指定された課題を作り上げ、専門審査員による審査で次のラウンドに進出。最終的に優勝者が賞金及びレゴマスターの称号が与えられる。

## 日本版
日本での放送はTBSテレビが担当。2023年5月27日から同年8月5日まで本番組のシーズン1にあたる、『レゴ マスターズ JAPAN』というタイトルで（全国ネット向けの特別番組『音楽の日』を14:00から8時間近く編成していた7月15日を除く）土曜日の16:30 - 17:00に放送。ももいろクローバーZの百田夏菜子がMC、TBSテレビアナウンサーの井上貴博が進行役を務めている。
2024年11月23日から2024年12月21日までシーズン2が土曜 17:00 - 17:30に放送された。
日本版では、出場資格を2023年4月1日の時点で日本国内に居住している中学生以上の男女に設定。2名1組で出場することや、「レゴブロックが大好き」であることを条件に定める一方で、レゴブロックだけで作品を造り上げる「ビルダー」としての経験を問わなかった。実際には、日本版の番組公式サイトで応募を受け付けた後に、応募者全員に対する「リモート選考」を実施。さらに、この選考に残った20組（総勢40名）から、2つのテーマに沿った作品を造らせる「オーディション」で上位に入った12組（総勢24名）を「本選」へ進出させた。ちなみに、「オーディション」と「本選」は、2023年4 - 6月に東京の近郊で収録されている。
「本選」は、「ファースト」「セミファイナル」「ファイナル」という3段階のラウンドで構成。「ファーストラウンド」では、「本選」への出場権を得た12組を「Aブロック」「Bブロック」（各6組）に分けたうえで、各ブロックの上位3組（総勢6組）を「セミファイナルラウンド」へ進出させた。「セミファイナルラウンド」では、上位3組に「ファイナルラウンド」への出場権を与える一方で、残り3組を対象に「敗者復活戦」を実施。上記のラウンドと趣を異にした（「制限時間以内にレゴブロックを最も高く積み上げる」という）ミッションを達成した1組に「ファイナルラウンド」への出場を認めた。
なお、「ファイナルラウンド」で勝利した組（優勝者）には、「日本一のレゴマスター」という称号と賞金50万円を贈呈。放送上は10回シリーズの関東ローカル番組で、第9回（2023年7月29日）と最終回（8月5日）の放送を「ファイナルラウンド」に充てた。その一方で、TVerでは全回を通じて、放送済みの本編動画を放送の直後から1週間限定で配信している。

### スタッフ
- ナレーション：江藤愛（TBSテレビアナウンサー）
- 構成：久保田将貴
- 編成：パリーク亜門
- 宣伝：小山陽介、村井彩乃
- 営業：吉田明弘、櫻井裕介
- 協力：レゴジャパン、東京オフラインセンター、オムニバス・ジャパン
- TM：八木真
- PM：公文大輔
- ロケTD：望月浩二郎
- スタジオTD：中村年正
- カメラ：水崎雄太
- VE：對間敏文
- 照明：高松優
- 音声：井上奈央子
- 編集：高橋勇志
- MA：轉石裕治
- 音効：鈴木瑞穂
- TK：常藤直子
- CG：岡翔三郎、西夏央、周防美咲
- 美術プロデューサー：小栗綾介
- 美術デザイナー：松永陽登
- 美術ディレクター：宮本さつき
- 装置：相良比佐夫
- 操作：佐藤謙紫朗
- 電飾：田谷尚教
- アクリル装飾：森美男
- ヘアメイク：近藤見紀、岩出歩未
- ディレクター：中山暢浩・金子大輔（ともにTBS SPARKLE）、浅野純也、福岡蓮太
- AD：絹川亜里紗、早乙女莉沙、伊藤梓紀
- 制作協力：TBS SPARKLE
- 担当プロデューサー：福濱和美・渡部織映（ともにTBS SPARKLE）／藤田修平
- AP：竹原由利子、松本莉緒
- プロデューサー：麻生邦浩
- 総合演出：香西康位
- 制作：TBSテレビコンテンツ制作局バラエティ制作
- 製作著作：TBS